# Телбівудин
Телбівудин — синтетичний противірусний препарат з групи нуклеозидних інгібіторів зворотньої транскриптази для прийому всередину. Телбівудин розроблений і впроваджений у клінічну практику швейцарською фармацевтичною фірмою «Novartis».

## Фармакологічні властивості
Телбівудин — синтетичний противірусний препарат з групи нуклеозидних інгібіторів зворотньої транскриптази. Механізм дії препарату полягає в утворенні активного метаболіту — телбівудину 5-трифосфату, що інгібує фермент вірусу гепатиту B зворотню транскриптазу та інгібує α-, β- та γ-ДНК-полімерази. Телбівудин неактивний до ДНК-полімерази людини, що забезпечує вкрай низьку мітохондріальну токсичність препарату. Препарат має здатність гальмувати розвиток цирозу та фіброзу печінки у хворих, інфікованих вірусом гепатиту В. Телбівудин активний до вірусу гепатиту B та неактивний до вірусу імунодефіциту людини.

### Фармакокінетика
Телбівудин при прийомі всередину швидко всмоктується, максимальна концентрація в крові досягається протягом 3 годин. Біодоступність препарату не досліджена. В клітинах телбівудин фосфорилюється до активного метаболіту — телбівудину 5-трифосфату, що має подовжений час напіввиведення з клітин. Високі концентрації телбівудину створюються у більшості тканин. Немає даних, чи препарат проникає через гематоенцефалічний бар'єр. Телбівудин проникає через плацентарний бар'єр та виділяється в грудне молоко. Препарат не метаболізується в організмі, виводиться з організму переважно нирками в незміненому вигляді. Період напіввиведення телбівудину складає в середньому 41 година (приблизно 11,8 год), при порушенні функції нирок цей час може збільшуватись.

## Показання до застосування
Телбівудин застосовується для лікування хронічного вірусного гепатиту B з ознаками реплікації вірусу та активного запалення в печінці. Телбівудин може застосовуватися для зниження ризику передачі вірусного гепатиту B від матері до дитини під час вагітності.

## Побічна дія
При застосуванні телбівудину можливі наступні побічні ефекти:
- Алергічні реакції — часто (1—10%) висипання на шкірі, кашель.
- З боку травної системи — часто (1—10%) нудота, діарея, метеоризм, біль в животі; нечасто (0,1—1%) гепатит, гепатомегалія, стеатогепатоз.
- З боку нервової системи —часто (1—10%) головний біль, запаморочення; нечасто (0,1—1%) парестезії, гіпестезії, периферичні нейропатії.
- З боку опорно-рухового апарату — нечасто (0,1—1%) артралгії, міалгії, міопатії, міозит, біль в кінцівках, біль в спині, рабдоміоліз.
- Інші побічні ефекти — часто (1—10%) швидка втомлюваність; рідко ліподистрофія, лактатацидоз,.
- Зміни в лабораторних аналізах — часто (1—10%) підвищення рівня активності АЛТ в крові, підвищення рівня активності амілази та ліпази в крові, підвищення рівня креатинфосфокінази в крові; нечасто (0,1—1%) підвищення рівня активності АСТ в крові.

У хворих з поєднаною інфекцією ВІЛ та вірусного гепатиту B під час проведення комбінованої антиретровірусної терапії зростає імовірність лактатацидозу та гепатонекрозу. У хворих, що мають поєднану інфекцію вірусами ВІЛ та вірусу гепатиту B при відміні телбівудину можуть розвиватися миттєве загострення гепатиту зі значним підвищенням рівня активності трансаміназ та імовірним розвитком печінкової недостатності.

## Протипокази
Телбівудин протипоказаний при підвищеній чутливості до препарату. Препарат не застосовується особам до 18 років. Телбівудин протипоказаний при сумісному застосуванні з інтерфероном, як стандартним, так і пегільованим. З обережністю застосовується препарат при вагітності, при нирковій недостатності. Під час лікування телбівудином рекомендовано припинити годування грудьми.

## Форми випуску
Телбівудин випускається у вигляді таблеток по 0,6 г.